# Thymoites urubamba
Thymoites urubamba är en spindelart som beskrevs av Claude Lévi 1967. Thymoites urubamba ingår i släktet Thymoites och familjen klotspindlar.
Artens utbredningsområde är Peru. Inga underarter finns listade i Catalogue of Life.